# Okome by
Okome är en by i Okome socken,  Falkenbergs kommun. Genom fastighetsregleringar ingår numera (2011) stora delar av byn Lynga i Okomes fastigheter. Okome by är geografiskt utspridd med Lilla Okome nr 1 i norra delen av socknen, Stora Okome nr 2 i västra delen och det gamla klockarebostället Skräddaregården nr 3 söder om Lynga by och Prästgården nr 4 insprängd i Lynga by alldeles intill Okome kyrka.
Insjöarna Fagaredssjön, Stora Angsjön och Stora Maresjö, vilka samtliga ingår i Ätrans huvudavrinningsområde, ligger alla tre delvis belägna inom byns gamla ägovidder.